# 萨尔瓦多 (巴西)
萨尔瓦多（葡萄牙語：Salvador，全名，意为“万圣湾边的圣萨尔瓦多”）是巴西東北的一座滨海城市，巴伊亚州的首府。萨尔瓦多很长时间里直接被称为巴伊亚（葡萄牙語：Bahia），20世纪中前的许多书和地图中它就被标为巴伊亚（比如在丹尼尔·笛福著的《鲁宾逊漂流记》中）。今天当地许多人依然将巴伊亚作为萨尔瓦多的称呼，而巴西其他许多人则将该州称为巴伊亚。
萨尔瓦多位于大西洋畔的一个半岛上，离托多斯奥斯圣托斯湾很近。它是当地都市地区的中心。截止2017年7月，该城市人口为2 953 986，是巴西的第四大城市。

## 历史
欧洲人1502年到达托多斯奥斯圣托斯湾。1549年一支葡萄牙舰队带来的殖民者建立了萨尔瓦多。它很快就成为巴西的主要海港和葡萄牙巴西的第一个殖民地首府。同时它也是制糖工业和奴隶交易的中心。1552年萨尔瓦多成为巴西的第一个天主教主教驻地，至今它依然是巴西天主教的一个中心。1572年主教座堂完工。今天这个主教座堂依然保存。1583年市内有1600居民，但很快萨尔瓦多就成长为新世界最大的城市之一。1776年，美国宣佈獨立時，萨尔瓦多比任何美洲殖民地的城市都大。
长时间萨尔瓦多是葡萄牙格劳-帕拉总督和托多斯奥斯圣托斯湾省的首府。1625年5月荷兰占领萨尔瓦多。直到次年4月葡萄牙才重新占领萨尔瓦多。
直到1763年为止萨尔瓦多是巴西的第一个首都。它是巴西独立运动的一个基地，1812年葡萄牙军队进攻萨尔瓦多。1823年7月2日正式宣布被解放。此后150年中萨尔瓦多脱离了巴西的工业化进程，逐渐衰落，虽然如此它依然是巴西的一个文化和旅游中心。
1948年萨尔瓦多有约34万人口，是巴西第四大城市。1991年其人口增加到208万。
在1990年代中，萨尔瓦多的老城中心被清理和恢复。
许多著名的巴西人在萨尔瓦多出生。

## 今日萨尔瓦多
萨尔瓦多分上城（cidade alta）和下城（cidade baixa），大教堂和管理机构位于上城。市内依然有许多殖民时期的建筑，包括巴西的第一座大教堂和最老的医学院。萨尔瓦多也以其受非洲文化的影响而著称，市内大多数居民是非洲后裔。它是巴西黑人武术的中心，如Capoeira就是發源於萨尔瓦多。市内有许多教堂（350多座），因此也被称为“黑罗马”。市内的食品、音乐和生动的文化生活也受非洲文化的影响。
官方数据称市内的文盲率为19%。1990年代末人均月收入为447美元。贫困区的卫生问题严重，1/3的居民没有下水道。
市内有几个大学：
- 联邦巴伊亚大学
- 巴伊亚州立大学
- 萨尔瓦多天主教大学

萨尔瓦多以其巨大的狂欢节庆祝而著称。
萨尔瓦多有巴伊亞競技俱樂部和維多利亞體育俱樂部两个足球俱乐部。
萨尔瓦多是重要的旅游目标。尤其其老城中心和海滩著名。
萨尔瓦多有萨尔瓦多路易斯·爱德华多·马加良斯议员国际机场，其IATA代号为SSA，它是巴西第五大机场。

## 气候
萨尔瓦多属于热带雨林气候，全市没有特别干旱的时候。全年气温相对恒定。
| 萨尔瓦多            | 萨尔瓦多 | 萨尔瓦多 | 萨尔瓦多 | 萨尔瓦多 | 萨尔瓦多 | 萨尔瓦多 | 萨尔瓦多 | 萨尔瓦多 | 萨尔瓦多 | 萨尔瓦多 | 萨尔瓦多 | 萨尔瓦多 | 萨尔瓦多 |
| 月份                | 1月      | 2月      | 3月      | 4月      | 5月      | 6月      | 7月      | 8月      | 9月      | 10月     | 11月     | 12月     | 全年     |
| ------------------- | -------- | -------- | -------- | -------- | -------- | -------- | -------- | -------- | -------- | -------- | -------- | -------- | -------- |
| 历史最高温 °C（°F） | 37 (99)  | 37 (99)  | 37 (99)  | 37 (99)  | 32 (90)  | 32 (90)  | 35 (95)  | 32 (90)  | 35 (95)  | 35 (95)  | 35 (95)  | 37 (99)  | 37 (99)  |
| 平均高温 °C（°F）   | 30 (86)  | 30 (86)  | 30 (86)  | 30 (86)  | 29 (84)  | 28 (82)  | 27 (81)  | 27 (81)  | 28 (82)  | 28 (82)  | 29 (84)  | 30 (86)  | 29 (84)  |
| 日均气温 °C（°F）   | 27 (81)  | 27 (81)  | 27 (81)  | 27 (81)  | 26 (79)  | 25 (77)  | 25 (77)  | 25 (77)  | 25 (77)  | 26 (79)  | 26 (79)  | 27 (81)  | 26 (79)  |
| 平均低温 °C（°F）   | 23 (73)  | 24 (75)  | 24 (75)  | 23 (73)  | 23 (73)  | 22 (72)  | 21 (70)  | 21 (70)  | 22 (72)  | 22 (72)  | 23 (73)  | 23 (73)  | 23 (73)  |
| 历史最低温 °C（°F） | 20 (68)  | 18 (64)  | 17 (63)  | 15 (59)  | 12 (54)  | 12 (54)  | 17 (63)  | 16 (61)  | 16 (61)  | 17 (63)  | 18 (64)  | 17 (63)  | 12 (54)  |
| 平均降水量 cm（）   | 11 (4.3) | 13 (5.1) | 15 (5.9) | 20 (7.9) | 21 (8.3) | 21 (8.3) | 21 (8.3) | 19 (7.5) | 17 (6.7) | 14 (5.5) | 14 (5.5) | 13 (5.1) | 199 (78) |
| 来源：Weatherbase   |          |          |          |          |          |          |          |          |          |          |          |          |          |

## 姊妹市
萨尔瓦多姊妹市有：
| - 美国洛杉矶 (1962) - 葡萄牙里斯本 (1985) - 葡萄牙英雄港 (1985) - 葡萄牙卡斯凯什 (1985) - 科托努 (1987) - 西班牙蓬特韦德拉 (1992) | - 古巴哈瓦那 (1993) - 義大利夏卡 (2001) - 中国哈尔滨 (2003) - 法國卡宴 (2005) - 美国邁阿密 (2006) |

## 扩展阅读
- 萨尔瓦多市 （页面存档备份，存于）
- OpenStreetMap上有關萨尔瓦多 (巴西)的地理
- qual e o melhor condomínio de Trancoso （页面存档备份，存于）